# Luiza Parisi
Luiza Parisi (Divinópolis, 22 de outubro de 1992) é uma artista, atriz e pesquisadora brasileira, conhecida por protagonizar o média-metragem Meu outro nome é Luiza (2022), dirigido por Ana Hartmann e exibido na 26ª Mostra de Cinema de Tiradentes e no 1º Festival de Cinema de São Bernardo do Campo. Sua trajetória transita entre arte, corpo e esquizoanálise, marcada por experimentações que desafiam os limites entre vida e performance.